# Provinz Teramo

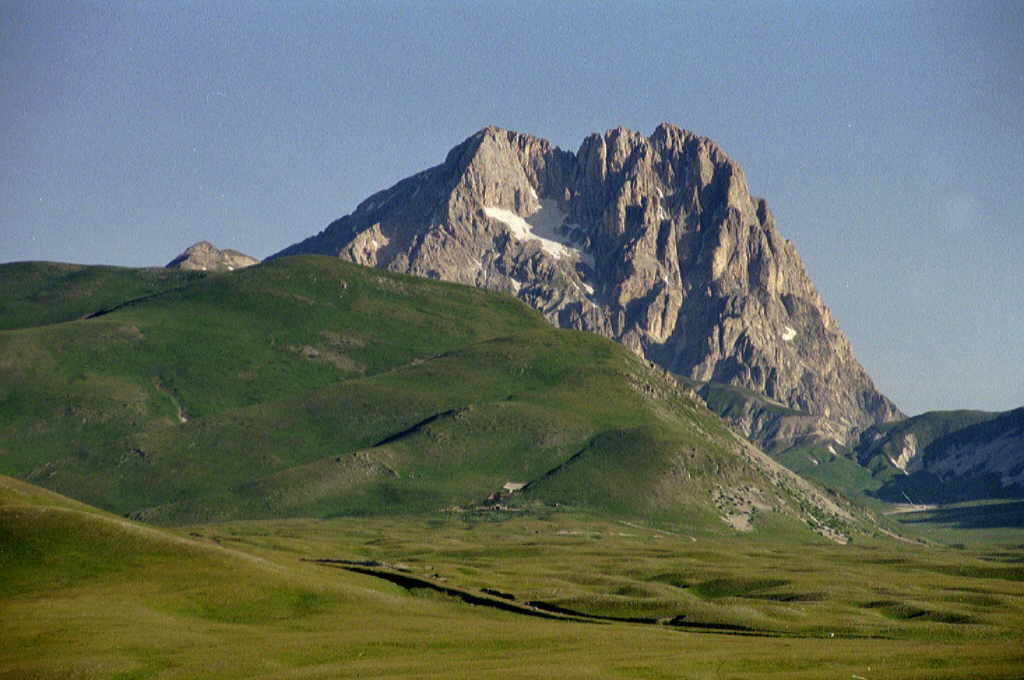
Corno Grande, höchster Berg des Gran Sasso

Die Provinz Teramo  [ˈtɛramo] (italienisch Provincia di Teramo) ist eine italienische Provinz der Region Abruzzen. Hauptstadt der Provinz ist Teramo.
Sie hat 308.284 Einwohner (Stand 31. Dezember 2023) in 47 Gemeinden auf einer Fläche von 1.948 km².
Die Provinz grenzt im Norden an die Region Marken, im Osten an die Adria, im Südosten an die Provinz Pescara, im Südwesten an die Provinz L’Aquila und im Westen an die Region Latium.

## Größte Gemeinden
(Einwohnerzahlen Stand 31. Dezember 2023)
| Gemeinde                 | Einwohner |
| ------------------------ | --------- |
| Teramo                   | 51.630    |
| Roseto degli Abruzzi     | 25.617    |
| Giulianova               | 23.510    |
| Martinsicuro             | 16.359    |
| Silvi                    | 15.455    |
| Pineto                   | 14.687    |
| Alba Adriatica           | 13.097    |
| Tortoreto                | 11.870    |
| Atri                     | 9.935     |
| Sant’Egidio alla Vibrata | 09.790    |
| Mosciano Sant’Angelo     | 09.135    |
| Montorio al Vomano       | 07.418    |
| Castellalto              | 07.248    |
| Campli                   | 06.536    |
| Bellante                 | 06.835    |
| Notaresco                | 06.304    |
| Sant’Omero               | 05.132    |
| Nereto                   | 05.362    |

Die Liste der Gemeinden in den Abruzzen beinhaltet alle Gemeinden der Provinz mit Einwohnerzahlen.

## Naturreservate
- Das „Riserva Naturale dei Calanchi di Atri“ ist ein 350 ha großes Naturschutzgebiet in der Nähe der Stadt Atri. In diesem seit 1995 unter Naturschutz stehendem Gebiet sind viele in Wüstenregionen typische Pflanzenarten zu finden, da die großen, durch Bodenerosion gebildeten Bodenfalten, keine andere Vegetation zulassen.